# قشلاق أوتش درة التفات (مقاطعة بيله سوار)
قشلاق أوتش درة التفات (بالفارسية: قشلاق اوچ دره التفات) هي منطقة سكنية تقع في إيران في أردبيل. يقدر عدد سكانها بـ 28 نسمة .